# Сари-Пуль (провинция)
Са́ри-Пуль (также Сар-и-Пуль, Сарипуль; пушту ‎и дари سرپل) — один из тридцати четырёх вилаятов (провинций) Афганистана. Находится на севере страны. На западе и севере граничит с вилаятами Джаузджан, Балх и Фарьяб, на юге — с вилаятом Гор, на юге — с вилаятом Саманган. Подразделяется на семь районов и 896 деревень. Административный центр — город Сари-Пуль.
Население вилаята по состоянию на 2012 год составляет около 532 000 человек и состоит из большого количества этносов и племён.

## История
Территория современного вилаята с 1747 по 1831 год входила в состав первого афганского государства — Дурранийской империи. На протяжении XIX и начала XX века обстановка оставалась относительно мирной, её обошли стороной три англо-афганские войны.
В качестве независимой административно-территориальной единицы страны вилаят Сари-Пуль был создан в 1988 году при поддержке северо-афганского политика Сайед Насима Миханпараста.
Во время Гражданской войны в Афганистане (1996—2001) территория вилаята контролировалась вооружёнными группами Абдул-Рашида Дустума, затем перешла под контроль Талибана. Исламистский губернатор Аминулла Амин в 1999 году был подвергнут персональным санкциям по решению Совета Безопасности ООН, а в конце 2001 года оказался первым арестованным высокопоставленным функционером Талибана.

## Демография
Население вилаята по состоянию на 2012 год составляет около 532 000 человек. Население преимущественно сельское — 491 100 человек, и лишь 40 900 — городского. Мужчин больше (272 400), чем женщин (259 600).

## Экономика
Основой экономики являются сельское хозяйство и добыча полезных ископаемых. В 2011 году афганским правительством был подписан контракт с Китайской национальной нефтегазовой корпорацией (CNPC) на добычу нефти в долине Аму-Дарьи на территории вилаята. Добыча нефти началась в октябре 2012 года.

## Административное деление
Вилаят подразделяется на 7 районов:
- Балхаб;
- Госфанди;
- Кохистанат,
- Сангчарак (Санчарак);
- Сари-Пуль;
- Саяяд (Сайяд);
- Созма-Кала.